# Битва при Корпахе
Битва при Корпахе — битва шотландских кланов, в которой клан Камерон разгромил клан Маклин . Битва произошла около 1470 года в Корпахе, к северу от города Форт-Уильям на западном побережье Шотландии.

## Предыстория
После того, как Александр Макдональд, лорд островов, был освобождён из замка Танталлон в 1431 году, он передал земли клана Камерон вокруг города Форт-Уильям клану Маклин под командованием Джона Гарва Маклина Колла. Это было сделано в качестве наказания за то, что клан Камерон покинул его в 1429 году перед битвой Лочабера.

## Битва
Клан Маклин после вторжения столкнулся с кланом Камерон в Корпахе. Был убит молодой вождь клана Маклин — Юэн или Джон Абрах, сын Джона Гарва Маклина Колла. Клан Камерон, возглавляемый главой клана Айлин нан Крич, разгромил клан Маклин, сохранив свои земли. Однако в последующие годы клан Маклин пытался сместить клан Камерон.